# Strömsfors (Östergötland)
Strömsfors is een plaats in de gemeente Norrköping in het landschap Östergötland en de provincie Östergötlands län in Zweden. De plaats heeft 525 inwoners (2005) en een oppervlakte van 82 hectare.